# Belaguthi, Honnali
Belaguthi là một làng thuộc tehsil Honnali, huyện Davanagere, bang Karnataka, Ấn Độ.